# Campeonato de Apertura 1950
Campeonato de Apertura 1950 var den femtonde säsongen av den chilenska fotbollsturneringen Campeonato de Apertura. Turneringen bestod av tolv lag. Turneringen samordnades av Santiagos Fotbollsförbund och vanns av Santiago Morning. 

## Gruppspel
De tolv lagen delades in i tre grupper med fyra lag i vardera grupp. Varje gruppvinnare gick vidare till semifinal. Om lag slutade på samma poäng fick omspelsmatcher spelas om det avgjorde vilket lag som skulle gå till semifinal.

### Grupp A
| Plac. | Lag                  | S | V | O | F | GM | IM | MSK | Poäng |
| ----- | -------------------- | - | - | - | - | -- | -- | --- | ----- |
| 1     | Magallanes           | 3 | 2 | 0 | 1 | 14 | 10 | +4  | 4     |
| 2     | Universidad Católica | 3 | 1 | 1 | 1 | 7  | 7  | +0  | 3     |
| 3     | Universidad de Chile | 3 | 1 | 1 | 1 | 10 | 11 | -1  | 3     |
| 4     | Iberia               | 3 | 0 | 2 | 1 | 4  | 7  | -3  | 2     |

### Grupp B
| Plac. | Lag              | S | V | O | F | GM | IM | MSK | Poäng |
| ----- | ---------------- | - | - | - | - | -- | -- | --- | ----- |
| 1     | Santiago Morning | 3 | 3 | 0 | 0 | 12 | 7  | +5  | 6     |
| 2     | Green Cross      | 3 | 1 | 1 | 1 | 5  | 5  | +0  | 3     |
| 3     | Ferrobádminton   | 3 | 0 | 2 | 1 | 4  | 7  | -3  | 2     |
| 4     | Unión Española   | 3 | 0 | 1 | 2 | 7  | 9  | -2  | 1     |

### Grupp C
| Plac. | Lag                | S | V | O | F | GM | IM | MSK | Poäng |
| ----- | ------------------ | - | - | - | - | -- | -- | --- | ----- |
| 1     | Everton            | 3 | 2 | 0 | 1 | 15 | 4  | +11 | 4     |
| 2     | Audax Italiano     | 3 | 2 | 0 | 1 | 7  | 6  | +1  | 4     |
| 3     | Santiago Wanderers | 3 | 1 | 0 | 2 | 3  | 8  | -5  | 2     |
| 4     | Colo-Colo          | 3 | 1 | 0 | 2 | 3  | 10 | -7  | 2     |

## Semifinal
Eftersom tre lag deltog i spelet om det tredje priset så planerades det för tre matcher. Om ett lag skulle lyckas vinna båda sina två matcher skulle det laget koras som tredje pris-tagare.